# Notomys longicaudatus
Notomys longicaudatus är en utdöd däggdjursart som först beskrevs av Gould 1844.  Notomys longicaudatus ingår i släktet hoppråttor, och familjen råttdjur. IUCN kategoriserar arten globalt som utdöd. Inga underarter finns listade i Catalogue of Life.
Arten upptäcktes ursprungligen i västra Australien i området där orten New Norcia ligger idag. Gnagarens utbredningsområde sträckte sig över delstaterna New South Wales, Northern Territory, South Australia och Western Australia. Liksom Notomys cervinus levde den i hedområden och gräsmarker med sand eller lera.
Zoologerna är övertygade att Notomys longicaudatus dog ut på grund av introducerade fiender som rödräv och tamkatt. Den jagades dessutom av inhemska ugglor och den är dokumenterad från många spybollar. Därför antas att den var vanligt förekommande. De sista levande individerna iakttogs 1901 eller 1902.